# Namibtrappe
Namibtrappe (Eupodotis rueppellii eller Heterotetrax rueppelii) er en fugleart, der lever i Angola og Namibia.